# شمال وزيرستان
مديرية شمال وزيرستان (بالبشتوية: شمالي وزیرستان ولسوالۍ)‏، (بالأردوية: ضِلع شمالي وزیرستان)‏ هي إحدى مديريات بانو التابعة لإقليم خيبر بختونخوا في باكستان. تُمثل الجزء الشمالي من وزيرستان، وهي منطقة جبلية في شمال غرب باكستان، على الحدود مع أفغانستان وتغطي 4,707 كيلومتر مربع (1,817 ميل2). عاصمة شمال وزيرستان هي ميران شاه.
تتكون شمال وزيرستان من المنطقة الواقعة غرب وجنوب غرب خيبر بختونخوا بين نهر كورام في الشمال ونهر جومال في الجنوب. ميران شاه هي عاصمة شمال وزيرستان. تقع مدينة بانو مباشرة إلى الشرق ، في حين أن خوست هي أكبر مدينة على الجانب الأفغاني من الحدود.
أهل المنطقة لديهم سمعة كمحاربين ومعروفين بالثأر التقليدي، تنقسم القبائل إلى قبائل فرعية يحكمها شيوخ القرية الذين يجتمعون في مجلس قبلي. من الناحية الاجتماعية والدينية، تعد وزيرستان منطقة محافظة للغاية، حيث التماسك القبلي قوي من خلال ما يسمى بقوانين المسؤولية الجماعية في لائحة الجرائم الحدودية.
في عام 2014 ، تم الإبلاغ عن نزوح حوالي 98640 شخصًا داخليًا من شمال وزيرستان نتيجة لعملية ضرب عضب، وهي عملية عسكرية شنتها القوات المسلحة الباكستانية على طول الحدود الباكستانية الأفغانية.
في عام 2018 أصبحت إحدى مديريات خيبر بختونخوا بباكستان مع اندماج كامل المناطق القبلية الخاضعة للإدارة الاتحادية في خيبر بختونخوا بعد موافقة البرلمان.